# Høng Gymnasium og HF
Høng Gymnasium og HF er et selvejende statsligt gymnasium og HF-kursus beliggende i stationsbyen Høng i Kalundborg Kommune.

## Uddannelser
Høng Gymnasium havde i 2019 ca. 300 elever, og udbyder fire uddannelser:
- STX
- HF
- EUX Landbrug
- EUX Dyrepasser

## Historie
Man kan føre Høng Gymnasium og HF's historie tilbage til 1866, da Høng Højskole blev opført.
Etableret som studenterkursus: De første 100 år (1866-1966)
- 1866: Høng Højskole blev grundlagt.
- 1904: Højskolen etablerede Høng Realskole.
- 1913: Høng Realskole udvidede med gymnasial overbygning: Høng Studenterkursus.[2] Det 2-årige studenterkursus har siden starten været en kostskole.
- 1920: Høng Studenterkursus fik sine egne lokaler ved at købe Høng Afholdshotel, som så blev indrettet til skolebygning. Den nuværende samlingssal var oprindeligt hotellets teatersal.

Gymnasium af gavn (1968-88)
- 1968-72: Studenterkurset udvidede, idet bygningerne med de nuværende undervisningslokaler blev opført.
- 1969: HF-kursus ved Høng Studenterkursus blev oprettet. Høng var det første sted i det daværende Holbæk Amt, som fik etableret HF-kursus.
- 1981: Høng Studenterkursus bevarede sit navn, men ændrede sig til at blive et gymnasium og HF-kursus af gavn. Ændringen skete, fordi samtidens elever hellere valgte 3-årigt gymnasium end 2-årigt studenterkursus.
- 1982: Det nystartede gymnasium og Landbrugsskolen i Høng begyndte et samarbejde. Fra starten af var det Grøn Linje, som blev tilbudt elever i det matematiske gymnasium.
- 1988: Høng Efterskole blev oprettet med det formål at lette overgangen til gymnasiet eller HF. Efterskolen er det foreløbig sidste skud på stammen af den store familie af skoler i Høng, der stammer fra den gamle højskole.

Gymnasium af navn (2007-08)
- 2007: Høng Studenterkursus skiftede navn til sit nuværende: Høng Gymnasium og HF. Samtidig ændrede gymnasiet sig fra at være et privat betalingsgymnasium til at blive en selvejende statslig uddannelsesinstitution. Denne ændring skete samtidig med, at de amtslige gymnasier ligeledes blev selvejende statslige uddannelsesinstitutioner pr. 1. januar.[3][4]
- 2007: I januar blev efterskolen skilt fra Høng Gymnasium og HF.

2010'erne
- 2011: TV Øst betegnede Høng Gymnasium og HF som “Danmarks mindste gymnasium”.[5]
- 2012: Høng Gymnasium og HF begyndte at udbyde EUX-uddannelsen inden for landbrug i samarbejde med Landbrugsskolen Sjælland.
- 2014: Høng Gymnasium og HF begyndte at udbyde EUX-uddannelsen inden for uddannelse til dyrepasser.
- 2019: Høng Efterskole fik besøg af Kronprinesse Mary.[6][7][8]

## Af Høng Gymnasiums rektorer kan nævnes
- Birger Jensen (2000-2015)[5]

- Susanne Tellerup (2015-17)[9]

- Mads Lyngby Skrubbeltrang (2018-20)[10]

- Morten Olesen (2020-2021)[11]

- Rikke Lucking Larsen - konstitueret (2021-2022)
- Lise Houkjær (2022-)

## I dag
I dag udbyder Høng Gymnasium og HF uddannelserne stx og hf. Endvidere udbyder skolen EUX-uddannelsen til landmand og til dyrepasser i samarbejde med Landbrugsskolen Sjælland.
Høng Gymnasium og HF har ca. 300 elever, heraf er de 86 kostelever, som bor på skolens kostafdeling. Størstedelen af eleverne kaldes dagelever, da de kun er på gymnasiet om dagen.
Skolen har ca. 35 lærere.

## EUX
Uddannelsen varer fire år og to måneder. Efter endt uddannelse er eleverne færdiguddannede som landmænd eller dyrepassere, og samtidig har de opnået en gymnasial eksamen, så de kan blive optaget på videregående uddannelser.
Historie
Høng Gymnasium og HF og Landbrugsskolen i Høng har samarbejdet om uddannelser siden 1982. Fra starten af var det Grøn Linje, som blev tilbudt elever i det matematiske gymnasium. I forbindelse med gymnasie- og hf-reformerne i 2005 blev Grøn Linje ændret til at være en 3 årig hf-uddannelse. Denne linje blev stoppet i 2012 pga. faldende interesse. I stedet blev EUX inden for landbrug udbudt.

## Notable elever
- ca. 1936: Ib Henrik Cavling, forfatter
- ca. 1942: Lars Nordskov Nielsen Ombudsmand
- ca. 1963: Søren Ryge Petersen, cand.phil. og tv-vært
- ca. 1986: Anna Libak, journalist
- ca. 1990: Tina Mette Rasmussen, forfatterinde
- Shahin Aakjær, rapper, forfatter og skribent
- "Lygtekredsen", studentergruppe nævnt i Tove Ditlevsens erindringsbog "Gift" (1971).
- Theis Elkjær, musiker og deltager i børne-MGP[12]
- Birger Nordsted-Jørgensen, arkitekt
- Arthur G. Hassø, historiker
- Christian Herskind, direktør, advokat og brigadegeneral af reserven
- Ejner Larsen, ingeniør
- Jens Vige, maler